# Kaveltchadom Indijanci
Kaveltchadom (Kavelchadom) jedno od plemena američkih Indijanaca porodice Yuman koje je obitavalo na donjem toku rijeke Colorado. Kaveltchadomi su srodni plemenima Halyikwamai, Halchidhoma i Kohuana, čijih potomaka možda danas ima na rezervatima Arizone među Maricopama. 